# Qian Qichen

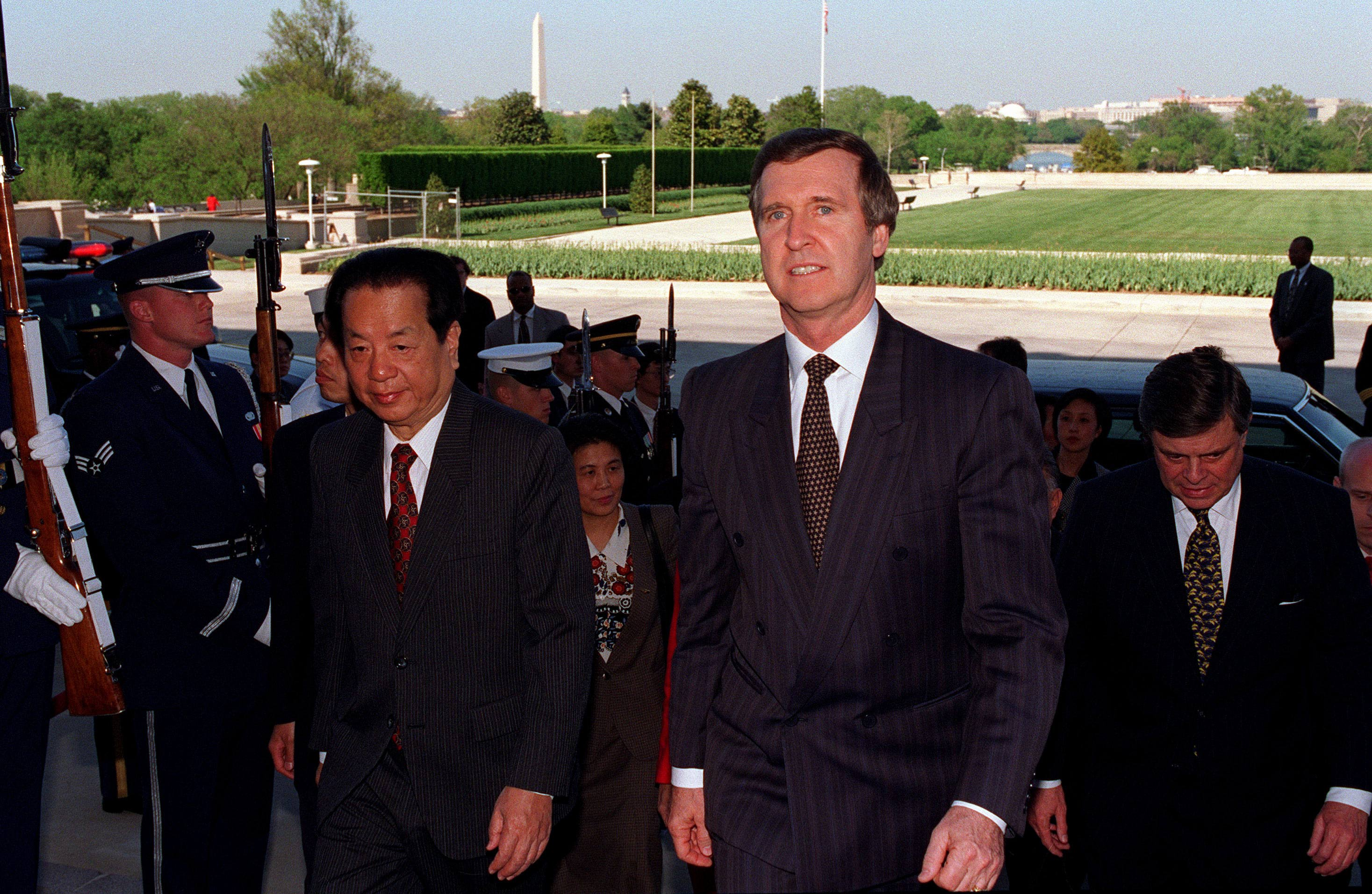
William S. Cohen (secretari de Defensa dels Estats Units durant els anys1997-2001) i Qian Qichen en una visita al Pentàgon l'any 1997

Qian Qichen (xinès simplificat: 钱其琛, xinès tradicional: 錢其琛, pinyin: Qián Qíchēn; Xangai, 5 de gener de 1928 - Pequín, 9 de maig de 2017) fou un polític xinès, viceprimer ministre de la República Popular de la Xina des del 1998 i ministre d'Afers Exteriors entre els anys 1988 i 1998 (càrrec des del qual va impulsar un nou marc de relacions amb les principals potències del món, caracteritzat per la fluïdesa i la distensió).

## Biografia
Es va afiliar al Partit Comunista Xinès durant els anys de la guerra contra el Japó mentre cursava l'educació secundària a Xangai i, aviat, va començar a ascendir esglaons en l'àmbit escolar del Partit en aquesta ciutat. Al començament dels anys cinquanta es va integrar en l'aparell del Partit encarregat d'organitzar els viatges d'estudiants xinesos a l'estranger. En l'acompliment d'aquesta funció, es va traslladar a la Unió Soviètica (país on va servir a l'Ambaixada xinesa a Moscou).
L'any 1963 torna a la Xina per a posar-se al capdavant del Departament de Relacions Exteriors (dependent del Ministeri d'Educació) i, posteriorment, va tornar a Moscou com a canceller de l'Ambaixada. El 1974 va ésser nomenat ambaixador xinès a Guinea i el 1977 va passar al Ministeri d'Afers Exteriors com a director del Departament d'Informació.
Amb una llarga experiència diplomàtica a l'esquena, no adquireix però un lloc de veritable rellevància fins al 1982, any en què va ésser ascendit al càrrec de viceprimer ministre d'Afers Exteriors i, simultàniament, va ingressar en el Comitè Central del Partit. El 1987 fou l'enviat especial de Pequín per a entaular converses amb la Unió Soviètica sobre els desacords fronterers entre tots dos països i, a continuació, va ésser designat el representant xinès davant les Nacions Unides. En totes dues ocasions va demostrar la seua vàlua com a negociador, fet que va motivar el seu nomenament com a ministre. A l'any següent d'assumir la responsabilitat de la cartera d'Exteriors (1989), Qian va haver de fer front a dues dificultats afegides: el rebuig produït dins de la comunitat internacional per la dura repressió sobre els manifestants de la Plaça de Tian'anmen i el conservadorisme d'un Govern encarnat en la figura del primer ministre Li Peng, el qual era procliu a continuar amb les mesures repressives.
Les seues qualitats diplomàtiques també es van posar de manifest en dos esdeveniments crucials interns: el traspàs de la sobirania de les colònies de Hong Kong (1997) i Macau (1999). En ambdós casos, Qian va presidir els Comitès xinesos encarregats de preparar el seu ingrés a la República Popular de la Xina.